# Oluközü (Ağlı)
Oluközü is een dorp in het Turkse district Ağlı  en telt 67 inwoners.
| Jaartal | totaal | man | vrouw |
| ------- | ------ | --- | ----- |
| 2018    | 67     | 37  | 30    |
| 2017    | 60     | 34  | 26    |
| 2016    | 64     | 35  | 29    |
| 2015    | 71     | 35  | 36    |
| 2014    | 65     | 33  | 32    |
| 2013    | 62     | 30  | 32    |
| 2012    | 64     | 34  | 30    |
| 2011    | 67     | 35  | 32    |
| 2010    | 68     | 36  | 32    |
| 2009    | 68     | 36  | 32    |
| 2008    | 73     | 41  | 32    |
| 2007    | 75     | 42  | 33    |

Centrale districtsplaats (İlçe Merkezi): Ağlı
Dorpen (Köyler):
Adalar · Akçakese · Akdivan · Bereketli · Fırıncık · Gölcüğez · Kabacı · Müsellimler · Oluközü · Selmanlı · Tunuslar · Turnacık · Yeşilpınar